# ديفيد (كاليفورنيا)
ديفيد منطقة تقع إدارياً ضمن مقاطعة بوت (كاليفورنيا) في الولايات المتحدة.